# Сандра (співачка)
Сандра Анн Лауер, у шлюбі Крету (нім. Sandra Ann Lauer; нар. 18 травня 1962, Саарбрюкен, ФРН) — німецька попспівачка. У 1979—1984 роках була провідною вокалісткою музичного тріо «Arabesque». З 1985 року розпочала успішну сольну кар'єру. Брала участь в музичному проєкті «Enigma», який створив її тодішній чоловік Міхаель Крету. У 1980-х та на початку 1990-х — одна з найуспішніших європейських співачок.
У її репертуарі пісні англійською, французькою та німецькою мовами.

## Біографія
Сандра Анн Лауер народилася 18 травня 1962 року в німецькому місті Саарбрюкен, що знаходиться на кордоні Німеччини та Франції. Її батько, Роберт Лауер, був за національністю французом і був власником винного магазину. Мати Сандри, Карін Лауер, працювала продавцем взуття. Також Сандра мала рідного брата Гастона, старшого за неї на два роки (помер у 1995 році від паралічу).
Вже з раннього дитинства дівчинка почала проявляти неабиякі творчі здібності: вона займалася балетом, вокалом. Згодом брала уроки гри на гітарі. У тринадцять років Сандра виступила на музичному конкурсі дитячої пісні, який проходив у її рідному місті. Глядачі та судді були вражені голосом дівчини, яка виконала одну з пісень Олівії Ньютон-Джон.
У 1976 році завдяки підтримці продюсера Джорджа Романа Сандра записала свій перший сингл — пісню «Andy Mein Freund», яку вона присвятила своєму улюбленому цуценяті Енді. Також до синглу увійшла пісня Ich Bin Noch Ein Kind. Однак пісні не отримали широкої популярності. Через це фіаско Сандра декілька років безуспішно намагалася знову потрапити на велику сцену, доки у 1979 році на неї не звернули уваги продюсери жіночого гурту Arabesque. Було укладено контракт із батьками 16-річної дівчини, за яким Сандра приєднувалася до вокального жіночого тріо. А вже незабаром вона отримала статус головної солістки групи.
Незважаючи на постійні виступи в теле- та радіо- шоу на батьківщині у ФРН, гурт мав найбільшу популярність за кордоном: «Arabesque» мали шалений успіх в Азії, особливо в Японії (де вони могли зрівнятися із гуртом ABBA) та в СРСР.
У 1984 році Сандра Лауер познайомилася з Міхаелем Крету, який був одним із клавішників на концертах «Арабесок». Він був досвідченим музикантом — з 1977 року працював разом із гуртом Boney M. як аранжувальник та композитор, співпрацював із Пітером Корнеліусом та багатьма іншими. Саме Міхаель Крету запропонував Сандрі розпочати сольну кар'єру і в 1984 році вона залишає гурт «Арабески». Того ж року співачка записує сингл Japan Ist Weit — німецьку версію пісні Big In Japan гурту Alphaville. Але сингл не набирає популярності: у Німеччині було продано всього лише 125 копій.
Після цього Сандра та Міхаель Крету, який став її продюсером, повертаються до англомовних текстів пісень. Незабаром, улітку 1985 року, з'являється сингл Maria Magdalena, який написав Хуберт Кеммлер. Пісня відразу ж завоювала популярність європейських хіт-парадів. 9 грудня 1985 року було випущено перший сольний альбом співачки The Long Play, який у ФРН посів 12-ту сходинку хіт-параду, а в Ізраїлі — першу. Загалом же «сольник» увійшов до 20 найпопулярніших європейських музичних альбомів 1985 року.
Наступного року вийшла друга платівка Сандри під назвою Mirrors. Окрім роботи над записом нових пісень, співачка після успіху The Long Play брала уроки вокалу в Лондоні та вступила до Лондонської школи лінгвістики для вдосконалення англійської мови.
У 1988 побачив світ третій альбом Into a Secret Land, а роком раніше — перша музична збірка співачки Ten On One (The Singles), до якої увійшла й одна з найкращих пісень Сандри — Everlasting Love.
Сандру Лауер починають запрошувати брати участь у різноманітних телевізійних шоу. Так, у 1989 році вона взяла участь у програмі Die Pyramide, у 1988 році в камео вона виконала пісню Stop For a Minute (у кримінальному телесеріалі «Tatort»).
У січні 1988 року Сандра одружилася з Міхаелем Крету.
У перерві між записом нових пісень та альбомів, співачка вступила до організації Artists United For Nature. Сандра гастролює у Східній Європі, Японії. У 1989 році вона виступила на Олімпійському стадіоні в Москві, де зібралося понад 100 000 радянських прихильників її творчості.
Наступного року виходить її 4-й альбом — Paintings in Yellow. Також вона допомагає своєму чоловікові в записі треків для його нового проєкту Enigma: керівництво музичної компанії Virgin Records поставило Міхаелю Крету умову, що всі жіночі вокальні партії в цьому проєкті має виконувати Сандра.
1992 року виходить її 5-й сольний альбом Close to Seven, у якому вже помітно змінюється стилістика та настрій пісень виконавиці. Надалі Сандра продовжує брати участь у записах пісень для «Енігми», але її власна співоча кар'єра починає потроху відходити на другий план. Поступово все складалося так, що Сандра вирішила зробити перерву у вокальній кар'єрі. Лише через три роки, у 1995 році, виходить наступний її альбом — Fading Shades.
У липні 1995 року Сандра стала матір'ю двох близнят — Нікіти та Себастьяна.
1999 року вийшов її збірник «My Favourites», де були представлені ремікси минулих хітів та нові оригінальні композиції Сандри. Після цього співачка повідомила в одному зі своїх інтерв'ю, що полишає співочу кар'єру, а її сценічне ім'я Сандра вже не буде використовуватися.
Але у 2002 році Сандра повертається на сцену. Музичний світ побачив її новий альбом The Wheel of Time. Потім з'явилися такі її альбоми як The Art of Love (2007), Back to Life (2009), Stay in Touch (2012). Три останні альбоми були створені без участі Міхаеля Крету. Але вони вже не мали того успіху, який був притаманний її першим альбомам у період з 1985 по 1992 рр.
В альбомі Stay In Touch, спеціально випущеному для продажу на території Росії та України, містився бонус-трек Russian Eyes.
У 2007 році Сандра розлучилася з Міхаелем Крету, у 2010 одружилася з Олафом Менгесом, з яким мешкає на острові Ібіса.

## Сольна дискографія

### Альбоми

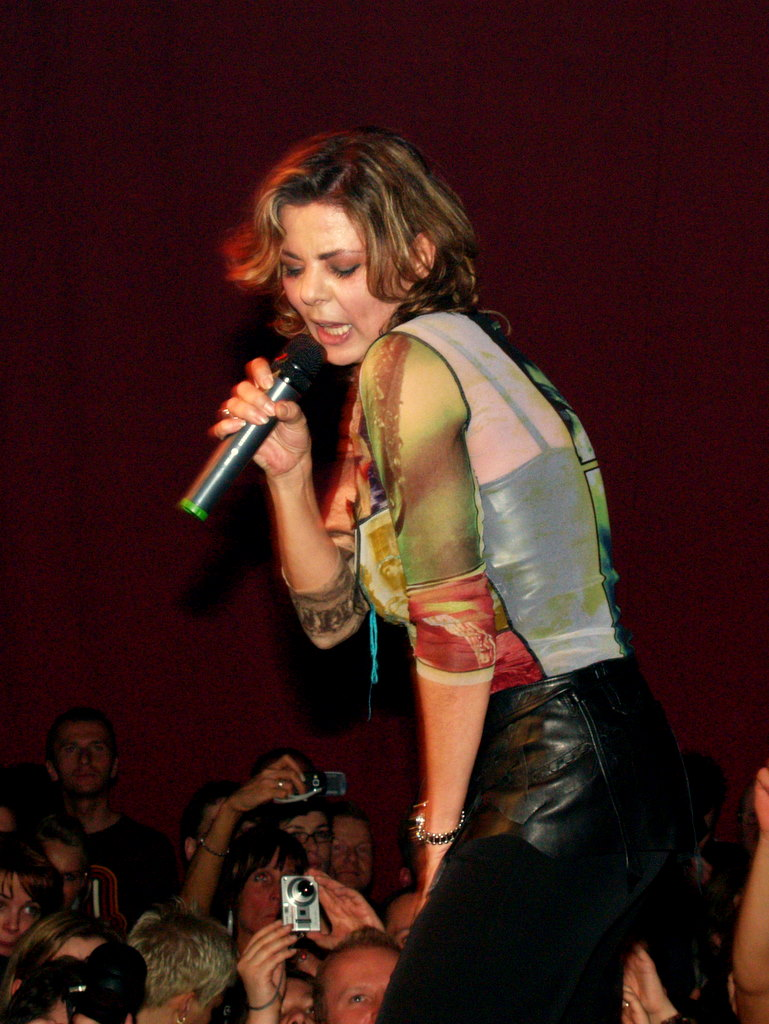
Сандра (фото 2007 р.)

| Рік  | Назва                 |
| ---- | --------------------- |
| 1985 | «The Long Play»       |
| 1986 | «Mirrors»             |
| 1988 | «Into a Secret Land»  |
| 1990 | «Paintings in Yellow» |
| 1992 | «Close To Seven»      |
| 1995 | «Fading Shades»       |
| 2002 | «The Wheel Of Time»   |
| 2007 | «The Art Of Love»     |
| 2009 | «Back To Life»        |
| 2012 | «Stay in Touch»       |

### Сингли
| Назва                                                 | Найвища позиція в чарті | Найвища позиція в чарті | Найвища позиція в чарті | Найвища позиція в чарті | Найвища позиція в чарті | Найвища позиція в чарті | Найвища позиція в чарті | Найвища позиція в чарті | Найвища позиція в чарті | Найвища позиція в чарті |
| Назва                                                 | GER                     | AUT                     | SUI                     | GBR                     | ITA                     | ISR                     | FRA                     | SWE                     | NOR                     | HOL                     |
| ----------------------------------------------------- | ----------------------- | ----------------------- | ----------------------- | ----------------------- | ----------------------- | ----------------------- | ----------------------- | ----------------------- | ----------------------- | ----------------------- |
| Andy, Mein Freund                                     | -                       | -                       | -                       | -                       | -                       | -                       | -                       | -                       | -                       | -                       |
| Japan Ist Weit                                        | -                       | -                       | -                       | -                       | -                       | -                       | -                       | -                       | -                       | -                       |
| (I'll Never Be) Maria Magdalena                       | 1                       | 1                       | 1                       | 87                      | 1                       | 1                       | 5                       | 1                       | 1                       | 1                       |
| In The Heat Of The Night                              | 2                       | 6                       | 2                       | -                       | 4                       | 1                       | 5                       | 2                       | -                       | 15                      |
| Little Girl                                           | 14                      | 27                      | 18                      | -                       | 3                       | 2                       | -                       | -                       | -                       | -                       |
| Innocent Love                                         | 11                      | -                       | 14                      | -                       | 7                       | 4                       | 10                      | 18                      | 6                       | -                       |
| Hi! Hi! Hi!                                           | 7                       | 12                      | 20                      | -                       | 8                       | 5                       | 13                      | -                       | -                       | -                       |
| Loreen                                                | 23                      | -                       | 29                      | -                       | -                       | 8                       | -                       | 4                       | -                       | -                       |
| Midnight Man                                          | 24                      | -                       | -                       | -                       | 33                      | 12                      | -                       | 13                      | -                       | 8                       |
| Everlasting Love                                      | 5                       | 6                       | 5                       | 45                      | 11                      | 2                       | 12                      | 13                      | -                       | 8                       |
| Stop For A Minute                                     | 9                       | -                       | 14                      | -                       | -                       | -                       | -                       | 19                      | -                       | -                       |
| Heaven Can Wait                                       | 12                      | 4                       | 16                      | 97                      | -                       | 2                       | 6                       | -                       | -                       | -                       |
| Secret Land                                           | 7                       | 17                      | 9                       | -                       | 32                      | 1                       | 26                      | 15                      | -                       | -                       |
| We'll Be Together (’89er Remix)                       | 9                       | 16                      | 22                      | -                       | -                       | 3                       | 13                      | -                       | -                       | -                       |
| Around My Heart                                       | 11                      | 23                      | 19                      | -                       | -                       | 6                       | 28                      | -                       | -                       | -                       |
| Hiroshima                                             | 4                       | -                       | 4                       | -                       | -                       | 4                       | 16                      | 21                      | -                       | -                       |
| (Life May Be) A Big Insanity                          | 27                      | -                       | -                       | -                       | -                       | 18                      | 41                      | -                       | -                       | -                       |
| One More Night                                        | 31                      | -                       | -                       | -                       | -                       | -                       | -                       | -                       | -                       | -                       |
| Don't Be Aggressive                                   | 17                      | 30                      | 24                      | -                       | -                       | 11                      | 39                      | 27                      | 7                       | -                       |
| I Need Love                                           | -                       | -                       | -                       | -                       | -                       | -                       | -                       | -                       | -                       | -                       |
| Johnny Wanna Live                                     | 37                      | -                       | -                       | -                       | -                       | 9                       | -                       | -                       | -                       | -                       |
| Maria Magdalena (‘93er Remix)                         | -                       | -                       | -                       | -                       | -                       | -                       | -                       | -                       | -                       | -                       |
| Nights In White Satin                                 | 86                      | -                       | -                       | -                       | -                       | 1                       | -                       | -                       | -                       | -                       |
| Won't Run Away                                        | -                       | -                       | -                       | -                       | -                       | -                       | -                       | -                       | -                       | -                       |
| Secret Land (‘99er Remix)                             | 69                      | -                       | -                       | -                       | -                       | 19                      | -                       | -                       | -                       | -                       |
| Forever                                               | 47                      | -                       | -                       | -                       | -                       | -                       | -                       | -                       | -                       | -                       |
| Such A Shame                                          | 76                      | -                       | -                       | -                       | -                       | -                       | -                       | -                       | -                       | -                       |
| I Close My Eyes                                       | 93                      | -                       | -                       | -                       | -                       | -                       | -                       | -                       | -                       | -                       |
| Secrets of Love (дует із DJ BoBo)                     | 11                      | 39                      | 5                       | -                       | -                       | -                       | -                       | -                       | -                       | -                       |
| The Way I Am                                          | 50                      | -                       | -                       | -                       | -                       | -                       | -                       | -                       | -                       | -                       |
| What Is It About Me?                                  | -                       | -                       | -                       | -                       | -                       | -                       | -                       | -                       | -                       | -                       |
| In A Hearbeat                                         | 59                      | -                       | -                       | -                       | -                       | -                       | -                       | -                       | -                       | -                       |
| The Night Is still Young (спільно з Томасом Андерсом) | 46                      | -                       | -                       | -                       | -                       | -                       | -                       | -                       | -                       | -                       |